# Novo Brasil
| \| Novo Brasil \|                       |
| Lage der Ortschaft Novo Brasil in Goiás |
| Novo Brasil                             |

| Novo Brasil |

Novo Brasil ist eine brasilianische politische Gemeinde im Bundesstaat Goiás in der Mesoregion Zentral-Goiás und in der Mikroregion Iporá. Sie liegt westlich der brasilianischen Hauptstadt Brasília und von Goiânia, der Hauptstadt des Bundesstaates.
Weitere Ortschaften im Gemeindegebiet sind Carandá und Novo Goiás.

## Geographische Lage
Novo Brasil grenzt
- im Nordosten an die Gemeinde Itapirapuã
- im Osten an Goiás Velho
- im Südosten an Buriti de Goiás
- im Süden an Córrego do Ouro und Fazenda Nova
- im Nordwesten an Jussara